# بيكو دي ساو تومي
بيكو دي ساو تومي هو جبل يقع في جزيرة ساو تومي وهو أعلى قمة في ساو تومي وبرينسيب بارتفاع 2024 متر فوق سطح البحر.